# Sotonići
Sotonići är ett samhälle i Montenegro. Det ligger i den södra delen av landet, 29 km sydväst om huvudstaden Podgorica. Sotonići ligger 189 meter över havet och antalet invånare är 170.
Terrängen runt Sotonići är kuperad norrut, men söderut är den bergig. Runt Sotonići är det ganska glesbefolkat, med 48 invånare per kvadratkilometer. Närmaste större samhälle är Budva, 18,1 km väster om Sotonići. Omgivningarna runt Sotonići är en mosaik av jordbruksmark och naturlig växtlighet.